# Ugasli komet
Ugasli komet je komet, ki je porabil vso hlapljivo snov in ne more več tvoriti repa ali kome kot običajni kometi. Hlapljive snovi, ki so bile v jedru kometa, so izhlapele in kar je ostalo, spominja na asteroid. Komet tako postane majhen in temen skupek drobnega materiala 
Pri tem kometi preidejo različne faze prehodov preden ugasnejo. Lahko pridejo v fazo spečih kometov, če je hlapljiva snov skrita v notranjosti kometa. Druga vrsta so prehodni kometi, ki so blizu temu, da bi ugasnili.
Speči kometi so tisti, ki imajo hlapljivo snov skrito in imajo pri tem neaktivno površino. Zgled: blizuzemeljski apolonski asteroid 14827 Hypnos  bi lahko bil jedro ugaslega kometa. Pokrit je s skorjo debelo nekaj centimetrov, ki preprečuje hlapljivim snovem, da bi se vplinjale. Izraz speči komet se uporablja tudi za komete, ki bi lahko postali aktivni, toda ne kažejo aktivnega oddajanja plinov. Zgled: kentaver 60558 Echeclus kaže komo podobno kometom, dali so mu tudi oznako kot jo dajejo kometom: 174P/Echeclus. Po prehodu prisončja v letu 2008, je kentaver 52872 Okyrhoe postal mnogo svetlejši .

## Razlika med kometi in asteroidi
Po odkritju so bili asteroidi kot posebni razred teles, ki so se razlikovali od kometov. Leta 2006 je IAU določila razliko med njimi. Glavna razlika med asteroidi in kometi je v tem, da kometi kažejo komo zaradi sublimacije površinskih ledenih snovi zaradi obsevanja Sonca. Mnogo teles se je obravnavalo kot asteroidi in kometi, ker so jih najprej prepoznali kot asteroide, pozneje pa so pokazali aktivnost, ki je značilna za komete. Verjetno vsi kometi potem, ko izgubijo hlapljive vrste ledu, postanejo asteroidi. Druga razlika je še v tem, da imajo kometi bolj ekscentrične tirnice kot večina asteroidov. Večina asteroidov z močno ekscentričnimi tirnicami je spečih ali ugaslih kometov. Predpostavlja se tudi, da bi to lahko bili najbolj pogosta telesa v tirnicah blizu Sonca .
Lahko rečemo, da je skoraj 6% blizuzemeljskih asteroidov ugaslih kometov, ki ne kažejo več oddajanja plinov.

## Ugasli kometi
Med ugasle komete prištevamo tudi naslednja telesa:
- 2101 Adonis
- 3200 Phaethon [7]
- 3552 Don Quixote [7]
- (137924) 2000 BD19
- P2007 R5 [5]
- 14827 Hypnos [3]